# Kim Moo-kyo
Kim Moo-kyo (무교 김, 27 augustus 1975) is een Zuid-Koreaans tafeltennisspeelster. Ze was samen met haar landgenoot Oh Sang-eun verliezend finalist in het toernooi voor gemengd dubbels op de wereldkampioenschappen in Osaka 2001. Samen met haar landgenote Ryu Ji-hae vormde ze een dubbel dat onder meer zilver won op de ITTF Pro Tour Grand Finals 1997 en brons op de Olympische Zomerspelen 2000.

## Sportieve loopbaan
Moo-Kyo maakte haar internationale (senioren)debuut in 1994, toen ze zowel op de Aziatische Spelen als voor de Azië Cup speelde. In het laatstgenoemde toernooi bereikte ze meteen de finale, die ze verloor van de Chinese Qiao Hong. De kracht van de Zuid-Koreaanse bleek met name in het dubbelspel voor vrouwen te liggen, waarop ze met verschillende partners diverse internationale titels won en ook op zowel het WK als de Olympische Spelen het podium haalde. Het hoogtepunt wat deze discipline betreft, kwam in 1997, toen ze samen met Ji-hae de finale haalde van de ITTF Pro Tour Grand Finals, een van de grootste mondiale toernooien. In de eindstrijd voorkwamen Li Ju en Wang Nan dat Moo-kyo de titel ook daadwerkelijk binnensleepte, maar daar hoefde ze zich niet voor te schamen. Het duo Ju/Nan bleek in die tijd de tafeltenniswereld te gaan regeren op onder meer drie opeenvolgende Grand Finals, het WK én op de Olympische Spelen in Sydney. Moo-kyo en Ji-hae mochten in Australië wel naast het oppermachtige Chinese koppel op het erepodium staan, op de derde plaats.
Hoewel het vrouwendubbel Moo-kyo's specialiteit bleek, haalde ze haar hoogste onderscheidingen uitgerekend in twee andere disciplines. Ze plaatste zich in 1995 met de Zuid-Koreaanse vrouwenploeg voor de WK-finale in de landenwedstrijd en bereikte in 2001 samen met Sang-eun die in het gemengd dubbelspel. Beide leverden haar een zilveren medaille op. Met het Zuid-Koreaanse team kon Moo-kyo niet verhinderen dat de Chinezen hun tiende ploegentitel in de laatstgespeelde elf WK's haalden. Het eveneens Chinese gemengd dubbel Yang Ying/Qin Zhijian ging zes jaar later met de wereldtitel aan de haal.

## Erelijst
Belangrijkste resultaten:
- Verliezend finaliste wereldkampioenschappen gemengd dubbelspel 2001 (met Oh Sang-eun)
- Verliezend finaliste WK landenploegen 1996, brons in 2000 en 2001 (met Zuid-Korea)
- Brons WK dubbelspel 1999 (met Park Hae-jung)
- Brons WTC-World Team Cup 1995 (met Zuid-Korea)
- Brons dubbelspel Olympische Zomerspelen 2000 (met Ryu Ji-hae)
- Verliezend finaliste enkelspel Azië Cup 1994
- Verliezend finaliste dubbelspel Aziatische kampioenschappen 1998 (met Park Hae-jung) en 2000 (met Ryu Ji-hae)

ITTF Pro Tour:
Enkelspel:
- Verliezend finaliste Japan Open 1996

Dubbelspel:
- Zilver ITTF Pro Tour Grand Finals 1997 (met Ryu Ji-hae)
- Winnares Maleisië Open 1997 (met Park Hae-jung)
- Winnares Zweden Open 1997 (met Park Hae-jung)
- Winnares Brazilië Open 2000 (met Ryu Ji-hae)
- Winnares Qatar Open 2001 (met Ryu Ji-hae)
- Winnares Kroatië Open 2004 (met Jun Hye-kyung)